# John R. Faaborg
John Raynor Faaborg (* 23. Januar 1949 in Hampton, Iowa) ist ein US-amerikanischer Ornithologe.

## Leben
Faaborg erlangte 1971 den Bachelor of Science an der Iowa State University. 1975 wurde er mit der Dissertation Size patterns in the structure of West Indian bird communities an der Princeton University zum Ph.D. promoviert. Von 1975 bis 1990 war er zunächst Assistenzprofessor und dann außerordentlicher Professor an der University of Missouri in Columbia. 1990 wurde er ordentlicher Professor an der Abteilung für Biowissenschaften der University of Missouri. 2007 wurde er an derselben Universität Professor für Fischerei und Wildtiere.
Faaborg befasst sich mit der Ökologie von Vogelgemeinschaften auf Inseln (zum Beispiel auf den Galapagosinseln und der Isla de Mona bei Puerto Rico) mit Schwerpunkt auf der Rolle der Konkurrenz bei der Strukturierung von Gemeinschaften, mit angewandter Biogeographie bei Nicht-Jagdvögeln und mit der Verhaltensökologie, wobei er sich insbesondere dem Studium der Evolution und der kooperativen Polyandrie widmete.
Ab 1972 nahm Faaborg an einem Monitoringprogramm für Vogelpopulationen im Guánica State Forest (Bosque Estatal de Guánica) in Puerto Rico teil. Obwohl er anfänglich die Reaktion von ortsansässigen Vögeln auf die Trockenheit studierte, widmete er sich später vor allem den Häufigigkeitsmustern und dem Überleben von Arten, die im Guánica State Forest überwintern, jedoch in Nordamerika brüten. Mit Hilfe der Analyse stabiler Isotope zeigte er auf, dass die meisten nordamerikanischen Vogelarten, die im Guánica State Forest überwintern, im Osten der Vereinigten Staaten brüten. Viele Arten hatten große Populationen, kurz bevor Hurrikan Georges 1998 Schäden im Guánica State Forest anrichtete. Diese Populationen nahmen seitdem stetig ab.
Andere Forschungsprojekte konzentrierten sich auf Zugvögel aus der Neotropis im Mittleren Westen während der Brutzeit. Bei der Untersuchung sowohl von Wald- als auch von Graslandsystemen in den meisten Staaten des oberen Mittleren Westens stellte Faaborg mehrere Stufen der Flächensensitivität fest, wenn die Lebensräume klein und/oder voneinander getrennt waren. Umgekehrt zeigte ein Langzeitexperiment zur Waldbewirtschaftung auf dem Ozark-Plateau, dass das Abholzen von Wäldern in einer stark bewaldeten Landschaft relativ geringe negative Auswirkungen auf Waldvögel hat, aber einen qualitativ hochwertigen Lebensraum für Arten bieten kann, die Sekundärbewuchs bevorzugen, insbesondere an Standorten mit Kahlschlag.
Faaborg ist Mitglied der American Ornithological Society, der Wilson Ornithological Society, der American Association for the Advancement of Science (seit 2001) und bei der Society for Conservation Biology. Von 2010 bis 2012 war er Präsident der American Ornithologists’ Union.
1988 veröffentlichte Faaborg das Buch Ornithology: An Ecological Approach. 2002 erschien das Werk Saving Migrant Birds: Developing Strategies for the Future und 2020 brachte er in Zusammenarbeit mit seiner Tochter, der Illustratorin Claire Faaborg, das Buch Book of Birds: Introduction to Ornithology heraus.